# Edge of Forever
Edge of Forever é o décimo álbum de estúdio da banda norte-americana de southern rock Lynyrd Skynyrd, lançado em 10 de agosto de 1999.
| Críticas profissionais                                                      | Críticas profissionais |
| Avaliações da crítica                                                       | Avaliações da crítica  |
| Fonte                                                                       | Avaliação              |
| --------------------------------------------------------------------------- | ---------------------- |
| Allmusic                                                                    | [ 1 ]                  |
| Rolling Stone                                                               | [ 2 ]                  |
| Esta tabela precisa de ser acompanhada por texto em prosa. Consulte o guia. |                        |

## Lista de faixas
Todas as faixas por Rick Medlocke, Gary Rossington, Hughie Thomasson e Johnny Van Zant, exceto onde anotado
1. "Workin' " - 4:53
2. "Full Moon Night" - 3:44
3. "Preacher Man" - 4:33
4. "Mean Streets" - 4:49
5. "Tomorrow's Goodbye" (Gary Burr, Medlocke, Rossington, Thomasson, Van Zant) - 5:05
6. "Edge of Forever" (Jim Peterik, Medlocke, Van Zant) - 4:23
7. "Gone Fishin' " - 4:22
8. "Through It All" (Robert White Johnson, Peterik, Van Zant) - 5:28
9. "Money Back Guarantee" - 4:01
10. "G.W.T.G.G." - 4:03
11. "Rough Around the Edges" - 5:05
12. "FLA" - 3:53

## Créditos
- Johnny Van Zant - vocal
- Gary Rossington - guitarra solo & rítmica, guitarra acústica & slide, backing vocal
- Rickey Medlocke - guitarra solo & rítmica, guitarra acústica & slide, backing vocal
- Hughie Thomasson - guitarra solo & rítmica, guitarra acústica & slide, backing vocal
- Leon Wilkeson - baixo
- Kenny Aronoff - bateria
- Billy Powell - teclados

Músicos adicionais
- Carol Chase, Chris Eddy, Dale Rossington - backing vocal
- Bill Cuomo - teclados
- Michael Cartellone - percussão
- Nashville String Machine - cordas